# William Binney
William Edward Binney é um ex-alto oficial de inteligência, tendo trabalhado por mais de 30 anos para a Agência de Segurança Nacional (NSA).
Binney é matemático especialista em criptografia sendo considerado um dos melhores matemáticos e criptoanalistas da história da NSA. Segundo o mesmo em 2013, a NSA é totalitária
Se demitiu em 31 de Outubro de 2001, devido ao que ele concluiu serem atividades de corrupção dentro da NSA relacionadas aos projetos de nome ThinTread e TrailBlazer e o Stellar Wind.
A partir dai, passou a procurar meios de comunicar as autoridades americanas as irregularidades dos programas que a NSA estava implantando. Contactou membros do Senado e do Legislativo sem sucesso.Tornou-se um dos primeiros denunciantes dos programas de vigilância global da NSA.

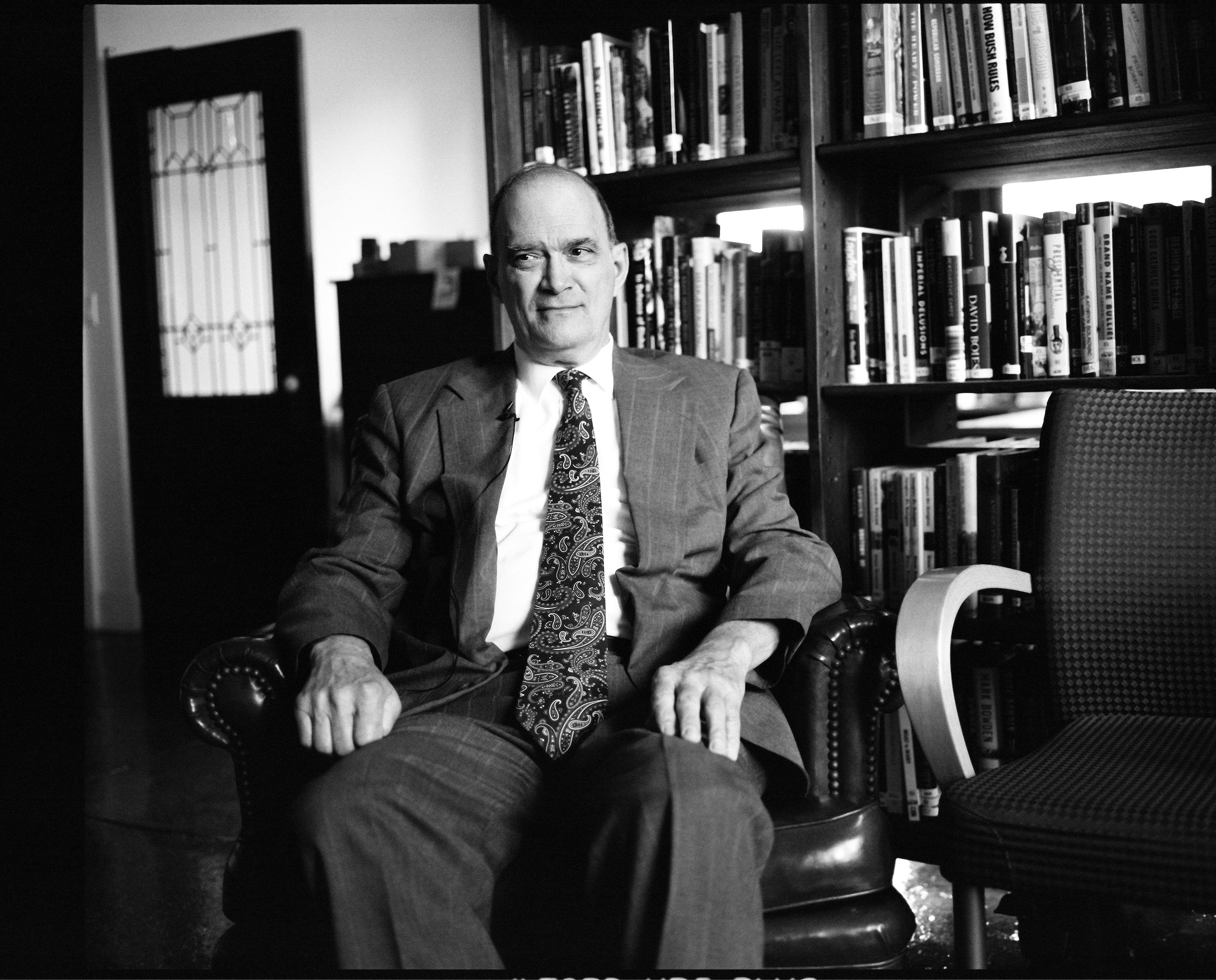
William Binney antes da entrevista para Democracy Now! New York, 4 de Maio de 2012- Foto por Jacob Appelbaum, ativista e especialista em segurança computacional

## Primórdios doPRISM (programa de vigilância)
Binney relata que o propósito original do projeto ThinThread era dirigido para coleta de sinais de inteligência de países no exterior, fora dos Estados Unidos. Mas, afirmou Binney, após o ataque de 11 de setembro de 2001 aos Estados Unidos, controles que limitavam coleta de dados de cidadãos norte-americanos foram removidos, o que levou as preocupações por ele e outros que as ações eram ilegais e inconstitucionais. Binney alegou que a instalação em Bluffdale foi projetada para armazenar uma ampla gama de comunicações domésticas, além das vindas do exterior, para mineração de dados sem autorização judicial.

## Represália pelaNSA
Enfrentou a inúmeras ações de intimidação pela NSA e pelo FBI,incluindo a invasão de sua casa, em 2007, por agentes do FBI com armas apontadas para sua família.
Ele continua a falar em publico sobre os programas de vigilância e apos as revelações de Edward Snowden em 2013, suas acusações foram confirmadas nos documentos revelados. Em ação na Justiça, Binney testemunhou que a NSA vem deliberadamente violando a Constituição Americana.

Mapa da coleta de dados global pela NSA

## Ver Também
- Thomas Drake
- Jacob Appelbaum
- PRISM
- Laura Poitras
- Vigilância de Computadores e Redes
- Dana Priest
- Edward Snowden
- Glenn Greenwald
- Sarah Harrison